# 201 a. C.
El año 201 a. C. fue un año del calendario romano prejuliano. En el Imperio Romano, fue conocido como el año 553 Ab Urbe condita. Fue el último año del siglo III a. C.

## Acontecimientos
- En la península ibérica, los romanos toman la colonia griega de Akra Leuka, y la rebautizan Lucentum. Actualmente es Alicante.
- Aníbal y Escipión el Africano acuerdan las condiciones de la rendición de Cartago, y con ello termina la segunda guerra púnica.
- Antioco III Megas anexiona Armenia (controlada por la dinastía oróntida) al Imperio seléucida.

## Fallecimientos
- Teofilisco de Rodas muere en la batalla de Quíos.